# Bomarea hieronymi
Bomarea hieronymi là một loài thực vật có hoa trong họ Alstroemeriaceae. Loài này được Pax miêu tả khoa học đầu tiên năm 1890.